# 阿爾特悉湖
53°0′43″N 8°53′28″E / 53.01194°N 8.89111°E

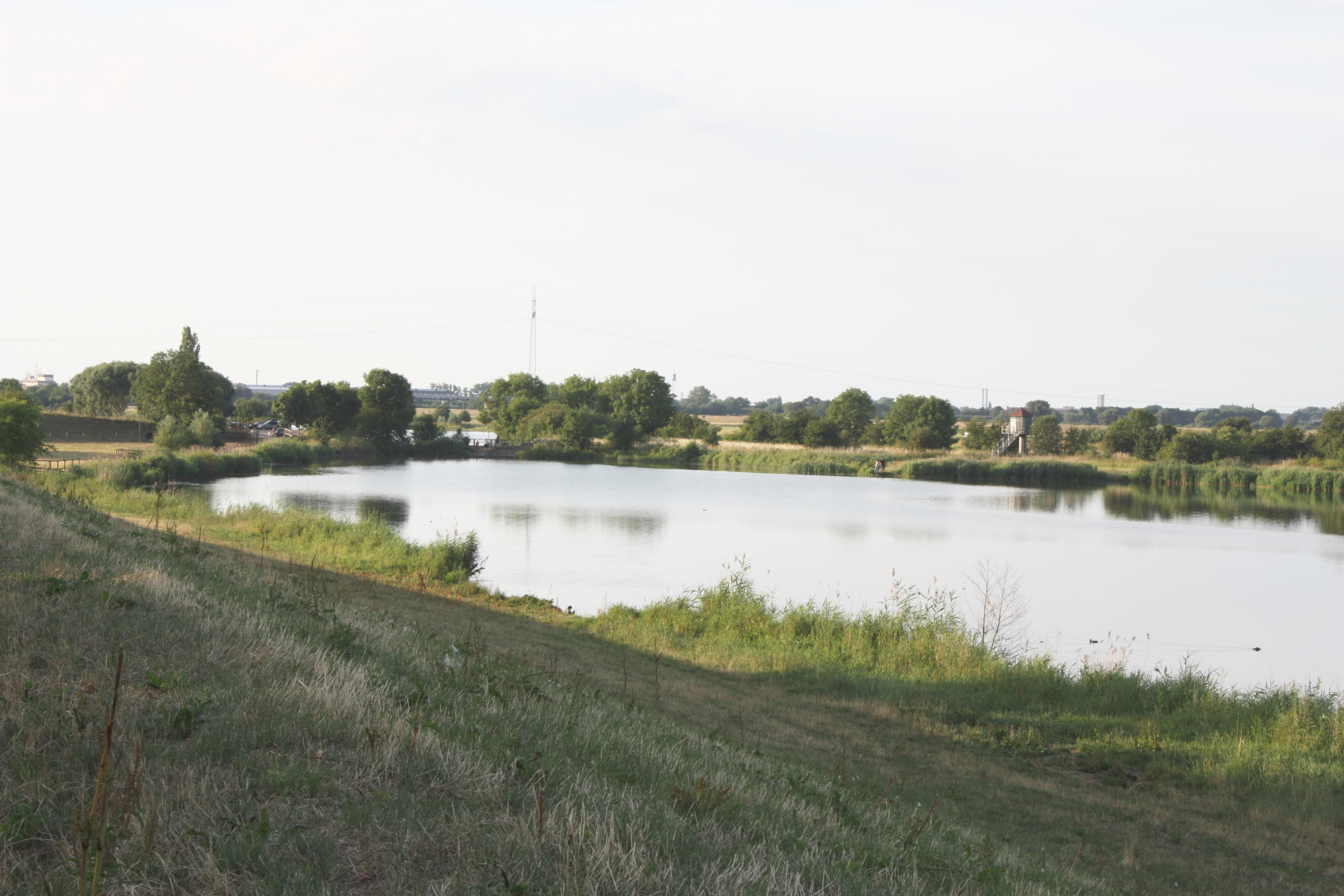

阿爾特悉湖（德語：Alte Weser），是德國的湖泊，位於該國西北部，由下薩克森州負責管轄，處於迪普霍爾茨縣，面積0.09平方公里，海拔高度5米，平均水深6米，最大水深13米。